# Eugène Rutagarama

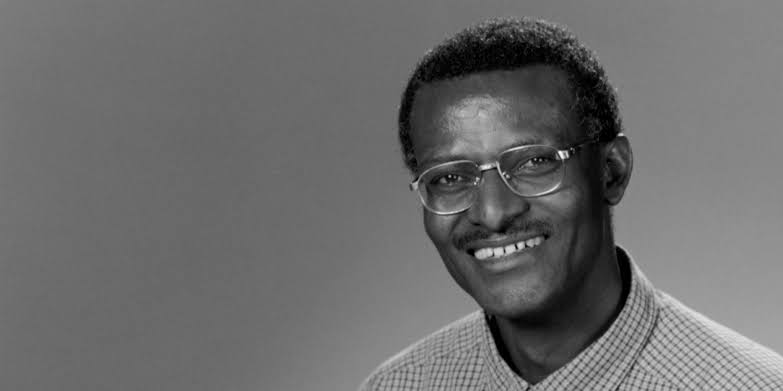
Eugène Rutagarama

Eugène Rutagarama é um ambientalista do Ruanda. Ele recebeu o Prémio Ambiental Goldman em 2001 pelos seus esforços para salvar a população de gorilas das montanhas no Parque Nacional dos Vulcões nas montanhas Virungas, durante a guerra e os recentes conflitos na República Democrática do Congo.